# Carl Adams (Sänger)

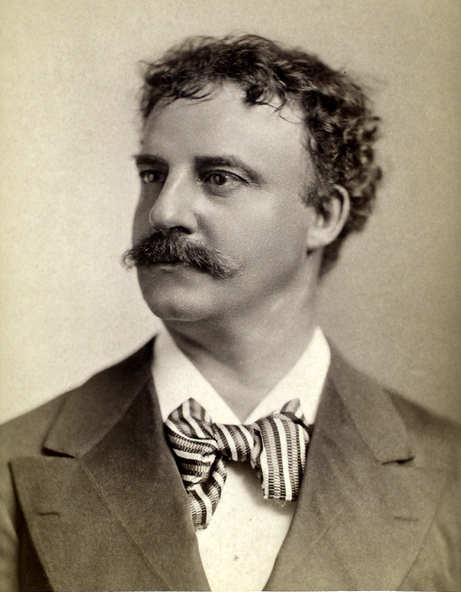
Carl Adams

Charles R. „Carl“ Adams, auch Karl Adams und bisweilen Carl Adami (* 9. Februar 1834 in Charlestown, Massachusetts; † 8. September 1900 in West Harwich auf Cape Cod, Massachusetts) war ein US-amerikanischer Opernsänger (Tenor) und Vater des Wiener Portraitisten John Quincy Adams.

## Leben
Ursprünglich sollte er Kaufmann werden und arbeitete bereits als solcher, als Professor Mulder seine Stimme entdeckte und ihn nach kurzer Ausbildung von 1860 bis 1862 auf eine Konzertreise durch die USA mitnahm. Danach ging er zur deutschen Oper über und debütierte in Wien bei der italienischen Operngesellschaft der Désirée Artôt auf der Bühne des Quaitheaters als Elvin in Nachtwandler. Danach ging er nach Pest, wo er am 28. März 1863 zum ersten Mal in deutscher Sprache den Gennaro in Lucrezia Borgia darbot. Von 1864 bis 1867 sang er am Hofoperntheater in Berlin.
Ab 1867 gastierte Adams an der Wiener Hofoper, deren Erster Tenor er dann von 1871 bis 31. Juli 1876 war. In Wien wurde er 1876 (unter Anklage wegen Betrugs) von der am Berliner Nationaltheater engagierten Hermine Wittmann (* 1853) in einen Vaterschaftsprozess verwickelt, der zu seinen Gunsten endete.
1876 verließ er zugunsten des Hamburger Stadttheaters das Engagement in Wien und gab ab 1. Oktober 1877 an der Academy of Music (New York City) mit einer von ihm zusammengestellten Wagner-Mayerbeer-Operntruppe Vorstellungen, in denen er die Partien des Heldentenors an der Seite von Eugenie Pappenheim (1842/49–1924) gab und woraus sich eine tournierende Adams-Pappenheim Opera Company entwickelt haben dürfte.
Adams unternahm unter anderem Gastspielreisen nach London, Madrid, Mailand, Rotterdam und Leipzig. Seine Partien sang er auf Deutsch, Italienisch, Englisch und Spanisch, je nachdem, in welchem Land er sich befand. Ab 1880 arbeitete er in seiner Heimat als Gesangspädagoge. Seine Schüler waren unter anderem Arthur Middleton (1880–1928), Grace Hiltz (1859–1887) und Emma Eames (1865–1952).
Am 28. Juni 1864 heiratete er in Erfurt die aus Pest stammende Nina Bleyer. Das Paar bekam fünf Kinder, darunter den Maler John Quincy Adams. Nina Adams starb 1899 in Wien und wurde auf dem Wiener Zentralfriedhof bestattet. Carl Adams starb 1900 in West Harwich auf Cape Cod.

## Galerie

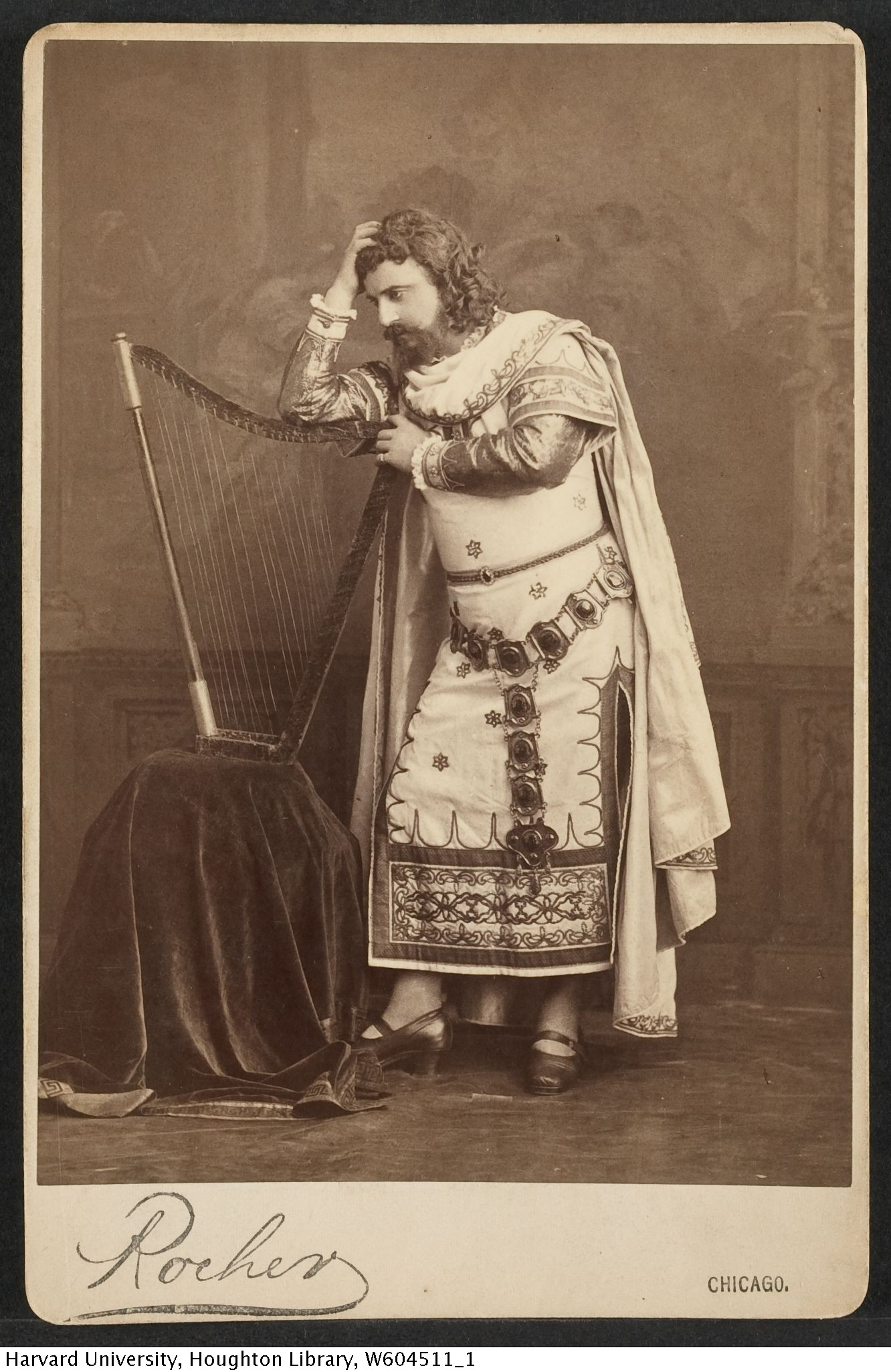
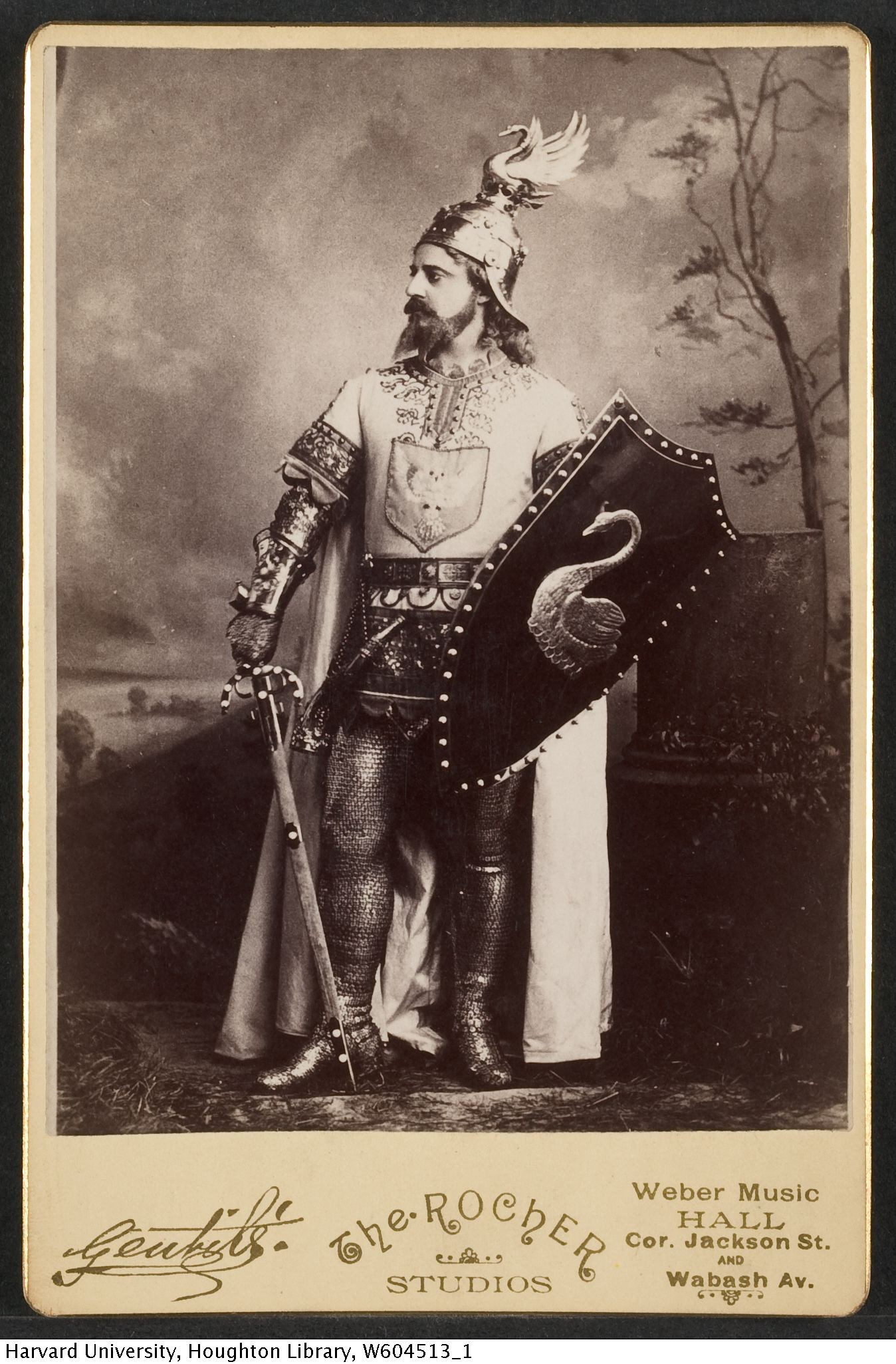
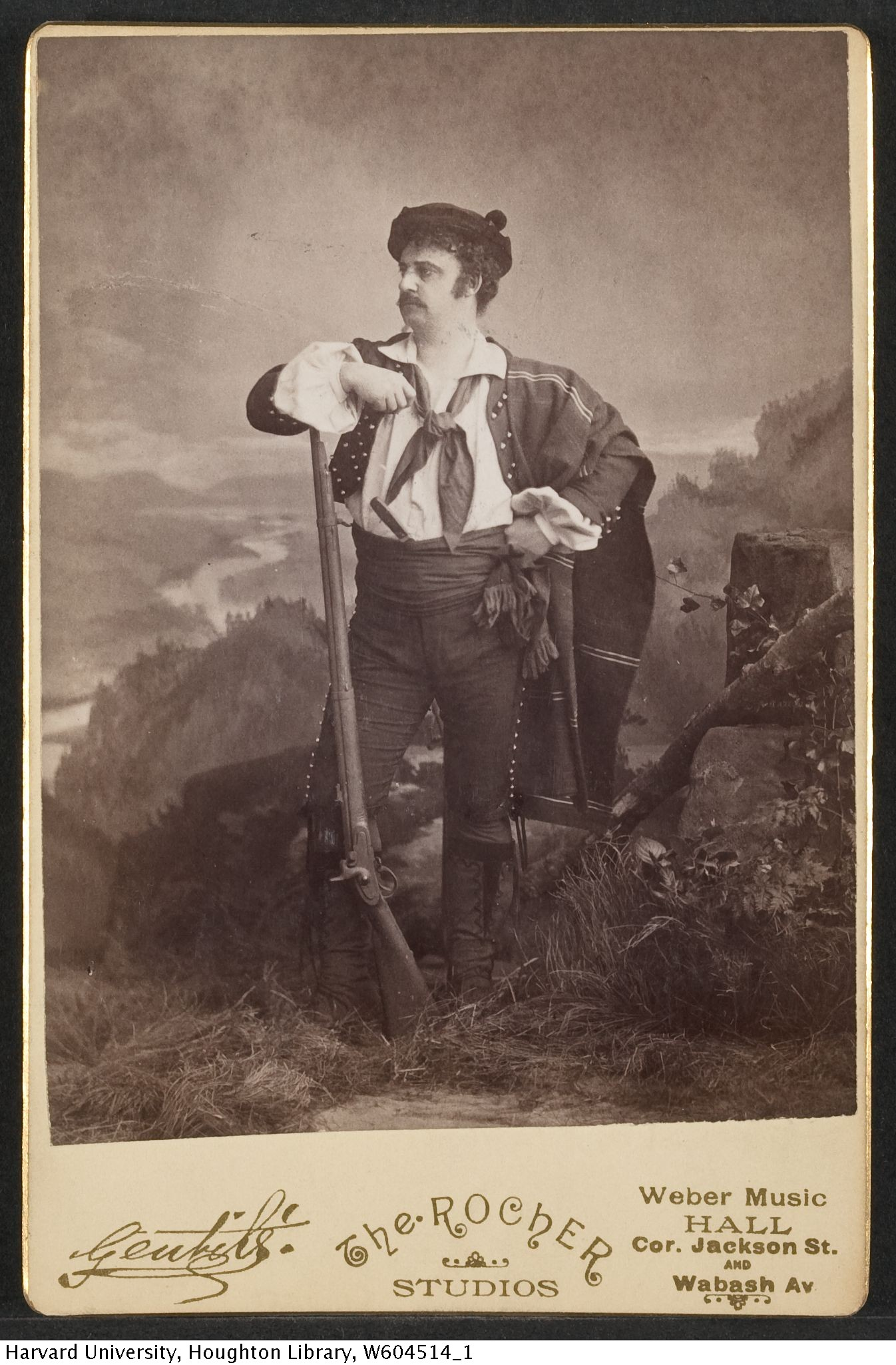